# Теовски манастир
Теовският манастир „Свети Архангел Михаил“ (на македонска литературна норма: Теовски манастир „Свети Архангел Михаил“) е манастир, разположен край велешкото село Теово, централната част на Северна Македония. Темелният камък на манастира е осветен и поставен на 18 май 1994 година от митрополит Михаил Повардарски. Манастирът е осветен на 17 май 1998 година от митрополитите Тимотей Дебърско-Кичевски, Кирил Положко-Кумановски, Петър Преспанско-Пелагонийски и Стефан Брегалнишки. Църквата е зографисана от Драган Ристич, Лазар Лекич и Светозар Богдановски от Велес. Манастирът е отдалечен на 250 m от селската църква „Свети Атанасий“. В него се правят художествени изложби. Според легендите е създаден на място на опожарен от турците стар манастир.
- Камбанарията на манастира
- Манастирските конаци